# 6 Horas de Spa-Francorchamps 2012
Las 6 Horas de Spa-Francorchamps 2012, formalmente conocido como el WEC 6 Heures de Spa-Francorchamps, fue un evento de carreras de deportes de resistencia celebrado en el Circuito de Spa-Francorchamps, Spa, Bélgica, del 3 al 5 de mayo de 2012. Spa- Francorchamps fue la segunda carrera de la Temporada 2012 del Campeonato Mundial de Resistencia.
Después de la cancelación de la ronda de Zolder de la temporada 2012 del European Le Mans Series, algunos equipos del ELMS fueron invitados a participar en la carrera. Dos protagonistas principales se retiraron del evento antes del fin de semana de la carrera: el Toyota TS030 Hybrid  No.7 debido a un accidente en unos test, y el nuevo Pescarolo 03 del equipo de Pescarolo, debido a un retraso en la producción del nuevo auto.

## Clasificación
Los ganadores de las poles en cada clase están marcados en negrita.
| Pos | Clase   | Equipo                           | Piloto               | Tiempo       | Grilla |
| --- | ------- | -------------------------------- | -------------------- | ------------ | ------ |
| 1   | LMP1    | #2 Audi Sport Team Joest         | Allan McNish         | 2:01.579     | 1      |
| 2   | LMP1    | #4 Audi Sport Team North America | Marco Bonanomi       | 2:02.093     | 2      |
| 3   | LMP1    | #1 Audi Sport Team Joest         | Marcel Fässler       | 2:02.232     | 3      |
| 4   | LMP1    | #3 Audi Sport Team Joest         | Loïc Duval           | 2:02.705     | 4      |
| 5   | LMP1    | #12 Rebellion Racing             | Neel Jani            | 2:04.234     | 5      |
| 6   | LMP1    | #21 Strakka Racing               | Danny Watts          | 2:04.636     | 6      |
| 7   | LMP1    | #13 Rebellion Racing             | Andrea Belicchi      | 2:05.078     | 7      |
| 8   | LMP1    | #22 JRM                          | Karun Chandhok       | 2:06.946     | 8      |
| 9   | LMP1    | #17 Pescarolo Team               | Sébastien Bourdais   | 2:06.954     | 9      |
| 10  | LMP1    | #15 OAK Racing                   | Guillaume Moreau     | 2:07.504     | 10     |
| 11  | LMP2    | #25 ADR-Delta                    | John Martin          | 2:09.302     | 11     |
| 12  | LMP2    | #32 Lotus                        | James Rossiter       | 2:09.343     | 12     |
| 13  | LMP2    | #38 JOTA                         | Sam Hancock          | 2:09.634     | 13     |
| 14  | LMP2    | #24 OAK Racing                   | Oliver Pla           | 2:09.656     | 14     |
| 15  | LMP2    | #31 Lotus                        | Renger van der Zande | 2:09.833     | 15     |
| 16  | LMP2    | #49 Pecom Racing                 | Soheil Ayari         | 2:09.965     | 16     |
| 17  | LMP2    | #41 Greaves Motorsport           | Elton Julian         | 2:10.656     | 17     |
| 18  | LMP2    | #35 OAK Racing                   | Bas Leinders         | 2:10.875     | 18     |
| 19  | LMP2    | #45 Boutsen Ginion Racing        | Jack Clarke          | 2:11.052     | 19     |
| 20  | LMP2    | #44 Starworks Motorsport         | Enzo Potolicchio     | 2:11.185     | 20     |
| 21  | LMP2    | #48 Murphy Prototypes            | Warren Hughes        | 2:11.266     | 21     |
| 22  | LMP2    | #26 Signatech Nissan             | Pierre Ragues        | 2:11.520     | 22     |
| 23  | LMP2    | #40 Race Performance             | Ralph Meichtry       | 2:11.667     | 23     |
| 24  | LMP2    | #23 Signatech Nissan             | Olivier Lombard      | 2:12.078     | 24     |
| 25  | LMP2    | #28 Gulf Racing Middle East      | Stefan Johansson     | 2:14.297     | 25     |
| 26  | LMP2    | #29 Gulf Racing Middle East      | Jean-Denis Délétraz  | 2:15.537     | 26     |
| 27  | LMP2    | #43 Extrime Limite ARIC          | Philippe Haezebrouck | 2:17.810     | 27     |
| 28  | GTE Pro | #59 Luxury Racing                | Frédéric Makowiecki  | 2:19.770     | 28     |
| 29  | GTE Pro | #51 AF Corse                     | Giancarlo Fisichella | 2:20.143     | 29     |
| 30  | GTE Pro | #97 Aston Martin Racing          | Stefan Mücke         | 2:20.227     | 30     |
| 31  | GTE Pro | #77 Team Felbermayr-Proton       | Marc Lieb            | 2:20.251     | 31     |
| 32  | GTE Pro | #71 AF Corse                     | Andrea Bertolini     | 2:20.885     | 32     |
| 33  | GTE Am  | #67 IMSA Performance Matmut      | Nicolas Armindo      | 2:21.640     | 33     |
| 34  | GTE Am  | #81 AF Corse                     | Marco Cioci          | 2:21.975     | 34     |
| 35  | GTE Am  | #58 Luxury Racing                | Gunnar Jeannette     | 2:22.062     | 35     |
| 36  | GTE Am  | #50 Larbre Compétition           | Julien Canal         | 2:22.534     | 36     |
| 37  | GTE Am  | #70 Larbre Compétition           | Jean-Philippe Belloc | 2:22.542     | 37     |
| 38  | GTE Am  | #61 AF Corse-Waltrip             | Rui Águas            | 2:23.116     | 38     |
| 39  | GTE Am  | #55 JWA-Avila                    | Markus Palttala      | 2:24.035     | 39     |
| 40  | GTE Am  | #88 Team Felbermayr-Proton       | Christian Ried       | 2:25.358     | 40     |
| 41  | GTE Am  | #57 Krohn Racing                 | Tracy Krohn          | 2:26.763     | 41     |
| 42  | LMP2    | #30 Status GP                    | No participó         | No participó | —      |

## Carrera
Resultados por clase
| Pos. general | Pos. clase | Clase     | N.°  | Escudería               | Pilotos                                              | Automóvil                 | Vueltas | Tiempo/Retirado | Campeonato | Campeonato |
| Pos. general | Pos. clase | Clase     | N.°  | Escudería               | Pilotos                                              | Automóvil                 | Vueltas | Tiempo/Retirado | Pos.       | Puntos     |
| LMP1         | LMP1       | LMP1      | LMP1 | LMP1                    | LMP1                                                 | LMP1                      | LMP1    | LMP1            | LMP1       | LMP1       |
| ------------ | ---------- | --------- | ---- | ----------------------- | ---------------------------------------------------- | ------------------------- | ------- | --------------- | ---------- | ---------- |
| 1            | 1          | LMP1      | 3    | Audi Sport Team Joest   | Romain Dumas Loïc Duval Marc Gené                    | Audi R18 Ultra            | 160     | 6:00:22.708     | 1          | 25         |
| 2            | 2          | LMP1      | 1    | Audi Sport Team Joest   | Benoît Tréluyer André Lotterer Marcel Fässler        | Audi R18 e-tron quattro   | 160     | +46.801         | 2          | 18         |
| 3            | 3          | LMP1      | 3    | Audi Sport Team Joest   | Marco Bonanomi Oliver Jarvis                         | Audi R18 Ultra            | 159     | +1 vuelta       | —          | —          |
| 4            | 4          | LMP1      | 2    | Audi Sport Team Joest   | Dindo Capello Tom Kristensen Allan McNish            | Audi R18 e-tron quattro   | 159     | +1 vuelta       | 3          | 15         |
| 5            | 5          | LMP1      | 12   | Rebellion Racing        | Nicolas Prost Neel Jani Nick Heidfeld                | Lola B12/60 Coupé-Toyota  | 156     | +4 vuelta       | 4          | 12         |
| 6            | 6          | LMP1      | 13   | Rebellion Racing        | Andrea Belicchi Harold Primat                        | Lola B12/60 Coupé-Toyota  | 155     | +5 vuelta       | 5          | 10         |
| 7            | 7          | LMP1      | 21   | Strakka Racing          | Nick Leventis Danny Watts Jonny Kane                 | HPD ARX-03a-Honda         | 154     | +6 vuelta       | 6          | 8          |
| 12           | 8          | LMP1      | 22   | JRM                     | David Brabham Karun Chandhok Peter Dumbreck          | HPD ARX-03a-Honda         | 150     | +10 vuelta      | 9          | 2          |
| 15           | 9          | LMP1      | 17   | Pescarolo Team          | Sébastien Bourdais Nicolas Minassian                 | Dome S102.5-Judd          | 147     | +13 vuelta      | 11         | 0.5        |
| Ret          | Ret        | LMP1      | 15   | OAK Racing              | Guillaume Moreau Bertrand Baguette Dominik Kraihamer | OAK Pescarolo 01-Judd     | 151     | Retirado        | Ret        | Ret        |
| LMP2         |            |           |      |                         |                                                      |                           |         |                 |            |            |
| 8            | 1          | LMP2      | 38   | Jota                    | Simon Dolan Sam Hancock                              | Zytek Z11SN-Nissan        | 151     | 6:01:46.181     | —          | —          |
| 9            | 2          | LMP2      | 25   | ADR-Delta               | John Martin Robbie Kerr Tor Graves                   | Oreca 03-Nissan           | 151     | +6.378          | 7          | 6          |
| 10           | 3          | LMP2      | 48   | Murphy Prototypes       | Jody Firth Warren Hughes Brendon Hartley             | Oreca 03-Nissan           | 151     | +40.635         | —          | —          |
| 11           | 4          | LMP2      | 35   | OAK Racing              | David Heinemeier Hansson Bas Leinders                | Morgan-Judd               | 150     | +1 vuelta       | 8          | 4          |
| 13           | 5          | LMP2      | 45   | Boutsen Ginion Racing   | Jack Clarke Bastien Brière Jens Petersen             | Oreca 03-Nissan           | 149     | +2 vueltas      | —          | —          |
| 14           | 6          | LMP2      | 28   | Gulf Racing Middle East | Fabien Giroix Maxime Jousse Stefan Johansson         | Lola B12/80 Coupé-Nissan  | 148     | +3 vueltas      | 10         | 1          |
| 16           | 7          | LMP2      | 41   | Greaves Motorsport      | Christian Zugel Ricardo González Elton Julian        | Zytek Z11SN-Nissan        | 147     | +4 vueltas      | 12         | 0.5        |
| 17           | 8          | LMP2      | 24   | OAK Racing              | Jacques Nicolet Matthieu Lahaye Olivier Pla          | Morgan-Judd               | 144     | +7 vueltas      | 13         | 0.5        |
| 23           | 9          | LMP2      | 29   | Gulf Racing Middle East | Jean-Denis Délétraz Keiko Ihara                      | Lola B12/80 Coupé-Nissan  | 139     | +12 vueltas     | 18         | 0.5        |
| 25           | 10         | LMP2      | 49   | PeCom Racing            | Luis Pérez Companc Soheil Ayari Pierre Kaffer        | Oreca 03-Nissan           | 139     | +12 vueltas     | 20         | 0.5        |
| 29           | 11         | LMP2      | 32   | Lotus                   | Luca Moro Kevin Weeda James Rossiter                 | Lola B12/80 Coupé-Lotus   | 137     | +14 vueltas     | 24         | 0.5        |
| 30           | 12         | LMP2      | 26   | Signatech-Nissan        | Nelson Panciatici Pierre Ragues Roman Rusinov        | Oreca 03-Nissan           | 136     | +15 vueltas     | 25         | 0.5        |
| 33           | 13         | LMP2      | 23   | Signatech-Nissan        | Franck Mailleux Olivier Lombard Jordan Tresson       | Oreca 03-Nissan           | 128     | +23 vueltas     | 28         | 0.5        |
| 34           | 14         | LMP2      | 44   | Starworks Motorsport    | Enzo Potolicchio Ryan Dalziel Stéphane Sarrazin      | HPD ARX-03b-Honda         | 123     | +28 vueltas     | 29         | 0.5        |
| Ret          | Ret        | LMP2      | 31   | Lotus                   | Thomas Holzer Mirco Schultis Renger van der Zande    | Lola B12/80 Coupé-Lotus   | 124     | Retirado        | Ret        | Ret        |
| Ret          | Ret        | LMP2      | 43   | Extrême Limite ARIC     | Philippe Haezebrouck Philippe Thirion                | Norma M200P-Judd          | 83      | Retirado        | —          | —          |
| Ret          | Ret        | LMP2      | 40   | Race Performance        | Michel Frey Jonathan Hirschi Ralph Meichtry          | Oreca 03-Judd             | 45      | Retirado        | —          | —          |
| LMGTE Pro    |            |           |      |                         |                                                      |                           |         |                 |            |            |
| Pos. general | Pos. clase | Clase     | N.°  | Escudería               | Pilotos                                              | Automóvil                 | Vueltas | Tiempo/Retirado | Campeonato | Campeonato |
| Pos. general | Pos. clase | Clase     | N.°  | Escudería               | Pilotos                                              | Automóvil                 | Vueltas | Tiempo/Retirado | Pos.       | Puntos     |
| 18           | 1          | LMGTE Pro | 77   | Team Felbermayr-Proton  | Marc Lieb Richard Lietz                              | Porsche 911 RSR (997)     | 144     | 6:02:31.669     | 14         | 0.5        |
| 19           | 2          | LMGTE Pro | 51   | AF Corse                | Giancarlo Fisichella Gianmaria Bruni                 | Ferrari F458 Italia       | 144     | +0.628          | 15         | 0.5        |
| 20           | 3          | LMGTE Pro | 59   | Luxury Racing           | Frédéric Makowiecki Jaime Melo                       | Ferrari F458 Italia       | 143     | +1 vuelta       | 16         | 0.5        |
| 21           | 4          | LMGTE Pro | 71   | AF Corse                | Andrea Bertolini Olivier Beretta                     | Ferrari F458 Italia       | 141     | +3 vueltas      | 17         | 0.5        |
| Ret          | Ret        | LMGTE Pro | 97   | Aston Martin Racing     | Adrián Fernández Stefan Mücke Darren Turner          | Aston Martin Vantage V8   | 11      | Retirado        | Ret        | Ret        |
| LMGTE Am     |            |           |      |                         |                                                      |                           |         |                 |            |            |
| 22           | 1          | LMGTE Am  | 67   | IMSA Performance Matmut | Nicolas Armindo Raymond Narac Anthony Pons           | Porsche 911 RSR (997)     | 139     | 6:00:26.301     | —          | —          |
| 24           | 2          | LMGTE Am  | 88   | Team Felbermayr-Proton  | Christian Ried Gianluca Roda Paolo Ruberti           | Porsche 911 RSR (997)     | 139     | +58.781         | 19         | 0.5        |
| 26           | 3          | LMGTE Am  | 81   | AF Corse                | Piergiuseppe Perazzini Marco Cioci Matt Griffin      | Ferrari F458 Italia       | 138     | +1 vuelta       | 21         | 0.5        |
| 27           | 4          | LMGTE Am  | 50   | Larbre Compétition      | Patrick Bornhauser Julien Canal Fernando Rees        | Chevrolet Corvette C6-ZR1 | 138     | +2 vueltas      | 22         | 0.5        |
| 28           | 5          | LMGTE Am  | 58   | Luxury Racing           | Pierre Ehret Frankie Montecalvo Gunnar Jeannette     | Ferrari F458 Italia       | 137     | +2 vueltas      | 23         | 0.5        |
| 31           | 6          | LMGTE Am  | 55   | JWA-Avila               | Joël Camathias Markus Palttala Paul Daniels          | Porsche 911 RSR (997)     | 134     | +5 vueltas      | 26         | 0.5        |
| 32           | 7          | LMGTE Am  | 57   | Krohn Racing            | Tracy Krohn Niclas Jönsson Michele Rugolo            | Ferrari F458 Italia       | 129     | +10 vueltas     | 27         | 0.5        |
| Ret          | Ret        | LMGTE Am  | 70   | Larbre Compétition      | Jean-Philippe Belloc Christophe Bourret              | Chevrolet Corvette C6-ZR1 | 39      | Retirado        | Ret        | Ret        |
| DNS          | DNS        | LMGTE Am  | 61   | AF Corse-Waltrip        | Robert Kauffman Brian Vickers Rui Águas              | Ferrari F458 Italia       |         |                 | DNS        | DNS        |

Fuentes: FIA WEC.